# Kish Air
Kish Air (перс. کیش ایرکیش ایر‎) — авіакомпанія з Ірану. Здійснює міжнародні, внутрішні і приватні перевезення, базується в аеропорту Мехрабад (Тегеран).

## Історія
Авіакомпанія Kish Air була заснована 16 грудня 1989 року і в тому ж році почала працювати. Для здійснення перевезень після отримання тимчасової ліцензії авіакомпанія орендувала Ту-134 і Ан-24 у Bulgaria Airlines. Надалі Kish Air орендувала літаки у російських авіакомпаній. Вже через один рік Kish Air отримала сертифікат авіаперевізника («air operator certificate») від Управління цивільної авіації Ірану. У 1992 компанія була на межі банкрутства, було змінено керівництво і справи авіакомпанії стабілізувалися. До 1999 року справи компанії поліпшились настільки, що нею був придбаний перший власний літак — Ту-154. На 2007 рік в компанії працювало 303 людини.

## Флот
До грудня 2016 року флот авіакомпанії складається з 14 літаків:
- Airbus A320 — 2
- Airbus A321 — 2
- Fokker 100 — 3
- McDonnell Douglas MD-83 — 3
- McDonnell Douglas MD-82 — 4

## Напрями

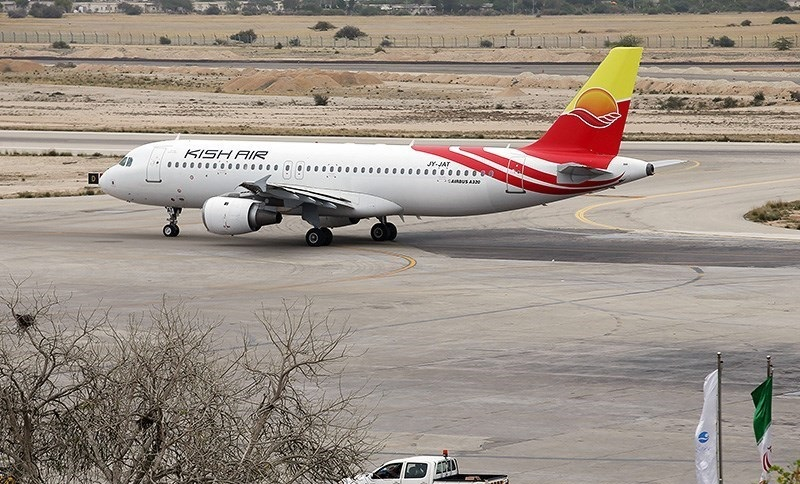
Airbus A320 в Мехрабаді

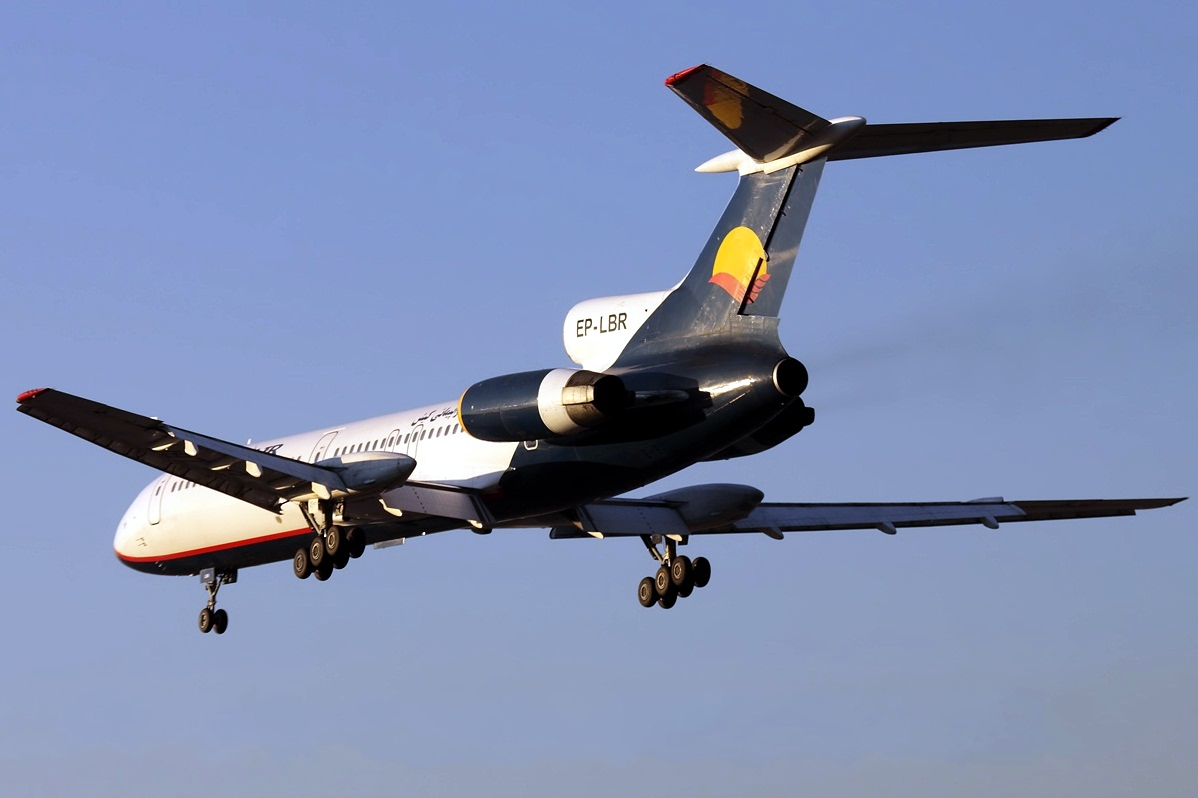
Ту-154М авіакомпанії в заході на посадку в міжнародному аеропорту Мехрабад (Тегеран)

Kish Air здійснює регулярні рейси за такими напрямами (січень 2011):
- Іран
  - Абадан — аеропорт Абадан
  - Абу-Муса — аеропорт Абу-Муса
  - Ахваз — аеропорт Ахваз
  - Ассалуйе — аеропорт Ассалуйе
  - Бендер-Аббас — аеропорт Бендер-Аббас
  - Хамадан — аеропорт Хамадан
  - Ісфахан — Міжнародний аеропорт Ісфахан
  - Керман — аеропорт Керман
  - Кіш — аеропорт Кіш
  - Mahshahr
  - Мешхед — Міжнародний аеропорт Мешхед
  - Кешм — Міжнародний аеропорт Кешм
  - Имамшехр — Шахруд
  - Шехре-Корд — аеропорт Шехре-Корд
  - Шираз — Міжнародний аеропорт Шираз
  - Тебріз — Міжнародний аеропорт Тебріз
  - Тегеран — Мехрабад (аеропорт) (хаб)
  - Зенджан — аеропорт Зенджан
- Сирія
  - Дамаск — Міжнародний аеропорт Дамаска
- Туреччина
  - Стамбул — Міжнародний аеропорт імені Ататюрка
- Об'єднані Арабські Емірати
  - Dubai — Дубай
  - Шарджа — Шарджа
- Азербайджан
  - Баку — Аеропорт імені Гейдара Алієва

## Події
- 19 вересня 1995 року — викрадений літак, який виконував рейс 707, викрадач приземлився в Ізраїлі, де і був заарештований.
- 10 лютого 2004 року — в аеропорту Шарджа розбився Fokker 50 виконував рейс 7170, загинуло 43 з 46 пасажирів.